# John Lambert (Politiker)

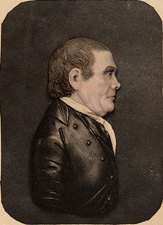
John Lambert

John Lambert (* 24. Februar 1746 im Hunterdon County, Province of New Jersey; † 4. Februar 1823 in Lambertville, New Jersey) war ein US-amerikanischer Politiker, der den Bundesstaat New Jersey in beiden Kammern des Kongresses vertrat und kurzzeitig auch als dessen kommissarischer Gouverneur fungierte.

## Leben

### Werdegang
Über Herkunft und Werdegang von John Lambert ist wenig bekannt. Nach dem Besuch der Pflichtschule musste er auf der Plantage seiner Eltern arbeiten und machte sich als Farmer einen Namen.

### Politische Laufbahn
Die politische Laufbahn Lamberts begann im Jahr 1780, als er in die New Jersey General Assembly gewählt wurde. Er hatte seinen Sitz dort bis 1785 inne. 1790 wechselte er in die Staatsregierung von New Jersey, der er als Staatsrat bis 1804 angehörte. In den Jahren zwischen 1801 und 1804 wurde er zudem zum Vizepräsidenten des Abgeordnetenhauses gewählt.
Lambert, der Mitglied der Demokratisch-Republikanischen Partei war, wurde im November 1802 überraschend zum Gouverneur von New Jersey ernannt, nachdem kurz zuvor bei der Wahl des Gouverneurs kein eindeutiges Ergebnis festgestellt werden konnte. Lamberts Amtszeit als Acting Governor begann am 15. November 1802 und endete nach rund einem Jahr, am 29. Oktober 1803.
1803 kandidierte Lambert erfolgreich für einen Sitz im Repräsentantenhaus der Vereinigten Staaten, wurde in Folge einmal wiedergewählt und saß vom 4. März 1805 bis 3. März 1809 im Kongress. Ebenfalls mit Erfolg gekrönt war Lamberts Wahl zum US-Senator im Frühjahr 1809. Lambert amtierte vom 4. März 1809 bis 3. März 1815.

### Spätes Leben
Nach seinem Ausscheiden aus dem Senat zog sich Lambert aus der Politik auf seine Plantage zurück. Noch zu seinen Lebzeiten, im Jahr 1814, wurde jene Gemeinde, die sich um seine Farm bildete, ihm zu Ehren Lambertville getauft. Heute zählt sie rund 3800 Einwohner und liegt am Delaware River.
John Lambert starb im Februar 1823, kurz vor seinem 77. Geburtstag. Er war zweimal verheiratet und war Vater von insgesamt 13 Kindern.